# Садовникова-Кольцова, Мария Полиевктовна
Мария Полие́вктовна Садо́вникова-Кольцо́ва (29 мая [10 июня] 1882, Москва — 3 декабря 1940, Ленинград) — русский и советский учёный-биолог, зоопсихолог, натуралист, энтомолог, исследователь высшей нервной деятельности животных, доктор биологических наук. Сестра П. П. Шорыгина и жена Н. К. Кольцова. В своих исследованиях на эту тему она пыталась объединить методы зоопсихологии и генетики.

## Биография
Мария Полиевктовна родилась в богатой купеческой семье и была дочерью потомственного почётного гражданина, мануфактурщика Полиевкта Тихоновича Шорыгина. Училась в частной гимназии госпожи М. Б. Пуссель, затем на естественном отделении физико-математического факультета Московских Высших женских курсов. Для получения высшего образования женщине необходимо было предоставить письменное разрешение отца или мужа, а также справку о благонадёжности. Полиевкт Тихонович такого разрешения дочке не дал, но и помешать её не смог. Позднее Мария Полиевктовна вспоминала: «Я хотела учиться и уйти из окружающей меня среды и вышла замуж за инженера Садовникова (он и подписался под моим прошением при поступлении на МВЖК), фамилия которого сохранена на первых научных работах». Впоследствии Мария Полиевктовна вспоминала, что огромное влияние на выбор научного направления оказали на неё книги знаменитого французского энтомолога Ж.-А. Фабра: «Жизнь животных», «Инстинкты и нравы насекомых», «Энтомологические воспоминания» Она писала: «Еще в детстве, читая его, мы начинали увлекаться его „замечательными насекомыми“ и многих из нас он вывел из душных лабораторий на свежий воздух к самой жизни… Он научил нас любить звуки природы. Его духовные ученики рассеяны по всему свету, и я причисляю себя к ним. Его увлекательные книги направили меня на путь зоопсихологии». И далее: «Объектом своих исследований я выбрала жизнь социальных животных: муравьев, ос и пчел, а также родственных им одиночных перепончатокрылых. В результате своих наблюдений я напечатала ряд очерков по поведению животных, выступала с публичными лекциями в больших аудиториях».
В 1906 г. Мария Полиевктовна работала на средиземноморских зоологических станциях в Неаполе (Италия) и Виллафранке (Франция). Она стажировалась в Париже (в Сорбонне) в лаборатории профессора Виктора Анри (Виктора Николаевича Крылова) известного физика и биофизика, нашего соотечественника; посетила также г. Аркашон на юго-западе Франции, где работал знаменитый психолог и антрополог Гюстав Ле Бон. В 1908 г. она окончила Естественное отделение физико-математического факультета Московских Высших женских курсов.
В этот период на Высших женских курсах преподавали многие знаменитые ученые: В. И. Вернадский, Н. Д. Зелинский, С. А. Чаплыгин, М. А. Мензбир, П. П. Сушкин и др. На Курсах произошла встреча с выдающимся учёным, одним из создателей отечественной школы экспериментальной биологии Н. К. Кольцовым, которая определила не только её научную, но и личную судьбу. В 1917 г. Мария Полиевктовна стала женой Н. К. Кольцова, этому предшествовали 10 лет совместной работы. Их связывали общие взгляды и общие интересы. Современники отмечали, что это был союз двух единомышленников и брак был очень счастливым. В 1914 году, вернувшись в Москву из экспедиции и узнав о начале Первой Мировой войны, Мария Полиевктовна прошла обучение на курсах сестёр милосердия при Александринской общине Российского общества Красного Креста.
В 1920 году Мария Полиевктовна зачислена в штат Института экспериментальной биологии на должность старшего ассистента. Супруги занимали квартиру на втором этаже института, рядом с ней располагался рабочий кабинет Кольцова. В 1927 году Мария Полиевктовна вместе с Н. К. Кольцовым принимала участие в «Неделе русской науки» в Берлине в составе делегации от СССР, куда входили A. B. Луначарский, H. A. Семашко, В. И. Вернадский, И. И. Шмальгаузен, A. A. Борисяк, П. П. Лазарев, А. Е. Ферсман, А. Г. Гурвич и другие известные ученые. Целью этой поездки было восстановление научных связей с Германией, прерванных Первой Мировой войной.
В 1936 г. Марии Полиевктовне была присуждена ученая степень доктора биологических наук без защиты диссертации и присвоено звание старшего научного сотрудника.

### Преподавательская деятельность
После окончания учёбы Мария Полиевктовна заняла должность сверхштатного ассистента Высших женских курсов: она проводила практические занятия по зоологии со студентами, а позднее работала ассистентом-преподавателем. В 1913 году она получила приглашение преподавать в Народном университете им. А. Л. Шанявского: "Милостивая государыня Мария Полиевктовна. Правление Университета имеет честь сообщить, что Попечительский Совет Университета в своем заседании 29 апреля 1913 года постановил пригласить Вас преподавательницей Университета на 1913—1914 академический год для чтения предложенного Вами курса «Сравнительная зоопсихология». Это приглашение пришло от Председателя правления университета А. Л. Шанявского М. В. Сабашникова. М. М. Завадовский так вспоминал о занятиях Марии Полиевктовны: «Не забыл я и замечательной ассистентки Н. К. Кольцова М. П. Садовниковой, которая, видя мое увлечение, на одном из последних занятий сказала, что из меня должен получиться ученый. Я стыдливо и трепетно мечтал о науке, но у меня ещё не было уверенности в том, что хватит на это сил. Неожиданно брошенное замечание коснулось святая святых, и где-то в глубине вспыхнула радость». С 1918 г. Мария Полиевктовна — преподаватель Первого Московского университета на возглавляемой Н. К. Кольцовым кафедре экспериментальной зоологии. Здесь она читала курс зоопсихологии и проводила практикумы для студентов.

### Вклад в науку
Первая научная публикация Марии Полиевктовны: «Жизнь муравьев» — альбом стереоскопических фотографий, сделанных ею в Шварцвальде и Ницце во время её путешествий по Западной Европе — вышла в 1911 году. Мария Полиевктовна публиковала много научно-популярных статей о поведении животных в журнале «Природа»: «Аммофила и Помпил» (1912), «Загадочная птица кукушка» (1915), «Война и мир в царстве муравьев» (1915), «Новейшие исследования американцев по зоопсихологии» (1916).
В 1914 году в составе экспедиции, в которую входили Н. К. Кольцов и три его ассистента, Мария Полиевктовна совершила путешествие по Кавказу, побывав во Владикавказе, Тифлисе, Батуми, Сухуми, Кисловодске, а также в различных городах Армении. Вот как описывала она впечатления от этого путешествия, которое продолжалось более двух месяцев: «Мы ехали на почтовых лошадях. Поездка на почтовых представляет своеобразную прелесть. В большом экипаже размещаешься по-домашнему, каждую минуту можно спрыгнуть, сорвать растение или поискать муравьев под камнями, можно остановить лошадей, чтобы сделать фотографию или кинематограф… Среди такого богатства и разнообразия природы и жизни нельзя оставаться узкими специалистами и на мир хочется смотреть не только глазами натуралиста-зоолога, но и глазами археолога, этнографа, радоваться краскам и линиям, ненасытно воспринимать окружающую красоту».
Область её научных интересов была связана с изучением поведения животных, сначала насекомых, а потом также птиц и млекопитающих. Одна из проблем, которой она занималась — генетика темперамента. Эта тема была очень актуальной в связи с бурным развитием генетики в мире в первой половине XX века.
М. П. Садовникова-Кольцова вместе с Н. К. Кольцовым стояла у истоков создания Института экспериментальной биологии и в течение первых двенадцати лет заведовала отделом зоопсихологии, а в дальнейшем начала экспериментальные исследования по проблеме наследственности. Позднее Мария Полиевктовна стала руководителем отделения зоопсихологии Института экспериментальной биологии АН СССР. Область её научных интересов была связана с изучением поведения животных, сначала насекомых, а потом птиц и млекопитающих. Одна из проблем, которой она занималась —генетика темперамента. Эта тема была очень актуальной в связи с бурным развитием генетики в мире в первой половине XX века. В 1936 г. М. П. Садовниковой-Кольцовой была присуждена ученая степень доктора биологических наук.
В первом выпуске издания «Известия Института экспериментальной биологии» (под ред. Н. К. Кольцова) (1921), была опубликована работа Марии Полиевктовны: «Исследования над поведением птиц в лабиринте». В этой статье представлены результаты изучения влияния на поведение различных внутренних факторов: зрения, обоняния, осязания, а также такого важного фактора как мышечное чувство.
В 1920-е годы шла оживленная дискуссия о наследовании приобретенных признаков. В начале экспериментальные результаты, получаемые разными авторами, были противоречивыми и требовались дальнейшие тщательные исследования. В этот период в отделе психологии Института экспериментальной биологии Мария Полиевктовна по инициативе Н. К. Кольцова, который часто обсуждал данную проблему с И. П. Павловым, проводила опыты по обучению крыс (умение проходить через лабиринт). Из проведённых экспериментов следовало, как и предполагал Николай Константинович, что обучение животных не влияло на способность к обучению их потомства.
Н. К. Кольцов писал: «Садовникова заведовала зоопсихологическим отделом, куда входила зоопсихологическая лаборатория и музей сравнительной психологии. Изучение психологических явлений у животных проводятся с помощью методов, разработанных американскими бехевьюристами. С использованием метода лабиринта проводились опыты по ориентации птиц, а также изучение генетики познавательных способностей крыс на основе скрещивания с целью выяснить характер наследования данных признаков». В 1926 г. в «Journal of Experimental Zoology» была опубликована её статья по генетике темперамента — «Genetic analysis of temperament of rats».
Рецензии на цикл её исследований «Генетический анализ психических способностей крыс» дали известный психолог проф. С. Н. Давиденков из Ленинградского института усовершенствования врачей и проф. Московского государственного университета Н. М. Кулагин. В этих рецензиях отмечалась новизна и оригинальность подходов автора к решению задач зоопсихологии, а также генетическая обусловленность поведения животных и их обучаемости, вытекающая из материалов диссертации. Н. М. Кулагин в рецензии, в частности, писал, что «она [Мария Полиевктовна] насквозь проникнута любовью к своей специальности и, несомненно, обладает незаурядным талантом научного творчества».

### Последние годы и смерть

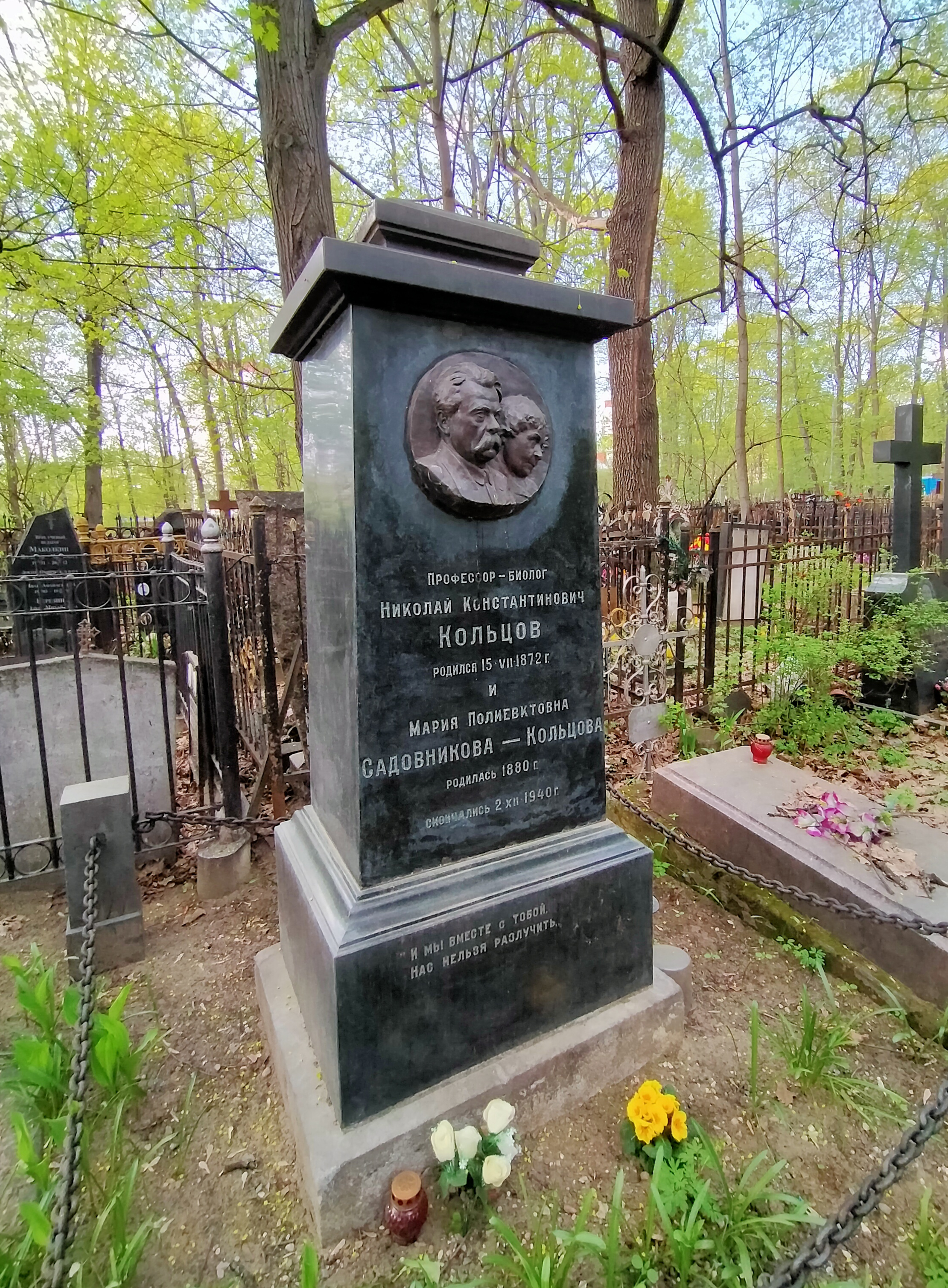
Могила Н. К. Кольцова и его супруги М. П. Садовниковой-Кольцовой на Введенском кладбище в Москве. Портретный медальон выполнен известным скульптором Н. П. Беляевой-Поповой, вдовой ученика Н. К. Кольцова. Могила имеет статус объекта культурного наследия регионального значения

В 1935 году Кольцов избран академиком ВАСХНИЛ, международная пресса хвалит небывалые успехи Института, но в то же время агроном Трофим Лысенко и философ Исай Презент начинают планомерное наступление на науку под флагом «мичуринской биологии». Знаменитый селекционер взглядов Лысенко не принимал, но И. В. Мичурина уже не было в живых, в то время как ложные обещания обеспечить страну зерном, привлекли на сторону Лысенко поддержку властей. Большим препятствием на пути лысенковцев было само существование академиков Н. И. Вавилова и Н. К. Кольцова. В 1937 году в Москве должен был пройти 7-й Международный генетический конгресс, где Кольцову отводили часовую лекцию. Конгресс мог стать витриной достижений советских генетиков, но лысенковцы сумели сорвать проведение мероприятия в СССР и конгресс состоялся в Эдинбурге в 1939 году и без участия российских делегатов. Мария Полиевктовна была рядом с Н. К. Кольцовым в самые трудные периоды его жизни и помогала переносить нападки и травлю, которые завершились в итоге увольнением Николая Константиновича с должности директора Института экспериментальной биологии. Она ушла из жизни на следующий день после скоропостижной кончины Н. К. Кольцова, 3 декабря в Ленинграде в гостинице «Европейская», приняв яд. В предсмертной записке сказано, что она добровольно уходит из жизни: «9 ч 50 мин утра, умер мой учитель, друг и муж. Умираю и я… Пусть мои друзья простят мне эту последнюю слабость…». Согласно завещанию покойной, оба супруга были похоронены в Москве на Введенском кладбище (13 уч.). Сопровождали Николая Константиновича и Марию Полиевктовну из Ленинграда в Москву ближайшие ученики: Б. Л. Астауров, В. В. Сахаров, И. А. Рапопорт.